# Gedenksteen voor het voormalig Huis van Bewaring
De Gedenksteen voor het voormalig Huis van Bewaring, ook wel Gedenksteen 4 mei genoemd, is een kunstwerk te Amsterdam-Centrum.
De plastiek is ontworpen door architect Pieter Zaanen, hij was verantwoordelijk voor de nieuwbouw rond 1990 aan het Max Euweplein. Het beeld staat aan een apart liggend deel van het plein aan de zijde van het Kleine-Gartmanplantsoen, direct achter de aldaar gesitueerde Grieks aandoende poort.

## Omschrijving
Zaanen ontwierp een zwerfkei, die in twee delen gespleten is en waarvan de twee delen ten opzichte van elkaar verschoven zijn. De twee delen worden bijeengehouden door een roestvast stalen verankering. Het geheel staat op een metalen paaltje. De buitenzijde is nog grof, maar de breuklijn is gepolijst. De gepolijste kant van het onderste gedeelte bevat de vergulde tekst van Richter Roegholt: 
Misdaad gestraft
Vrijheid gefnuikt
Visioen bevochten
Een open stad.
Door de tekst daar te zetten, lijkt het of de tekst al in de steen aanwezig was voordat zij gespleten werd. Bovendien is de tekst alleen goed te lezen als de lezer enigszins een buiging maakt, een teken van respect. De tekst was niet voor iedereen even duidelijk; een ex-gevangene zag liever een tijdens de oorlog op de gevangenismuren aangebrachte tekst opgenomen: "in deze bajes rust geen gajes maar Hollands glorie potverdorie". De wethouder die het beeld op 4 mei 1992 onthulde gaf aan dat de gebruikte tekst niet alleen naar het verleden moest verwijzen, maar ook naar de toekomst, zonder het verleden te vergeten. De toekomst zijnde de omgeving waarin het neergezet is.  

## Locatie
De gedenksteen is geplaatst waar in vroeger tijden het Huis van Bewaring I stond, op voormalig Bolwerk De Schinkel. Vanaf 1850 diende het voor opsluiting van allerlei gevangenen. Tijdens de Tweede Wereldoorlog werd het door nazi-Duitsland in gebruik genomen als Polizeigefängnis Amsterdam. Vanuit die gevangenis werden mensen doorgevoerd naar concentratiekampen, vernietigingskampen, Duitse gevangenissen of gebruikt als wraakneming/waarschuwing door ze elders binnen de stad of Nederland te fusilleren. Er vonden ter plaatse ook overvallen plaats om opgeslotenen te bevrijden. 